# Apócope
En gramática, una apócope (del griego apokopé < apokopto, "cortar") es un metaplasmo donde se produce la pérdida o desaparición de uno o varios fonemas o sílabas al final de algunas palabras. Cuando la pérdida se produce al principio de la palabra se denomina aféresis, y si la pérdida tiene lugar en medio de la palabra se llama síncopa. Es una figura de dicción según la preceptiva tradicional.

## Casos de uso

### Adjetivos calificativos
En español moderno existen unos pocos adjetivos que presentan apócope ante un sustantivo masculino singular cuando se anteponen al nombre.
- bueno → buen: «buen día»
- malo → mal: «mal augurio»
- grande → gran: «gran elefante» (en este caso, también se presenta el apócope ante sustantivos femeninos)
- santo → san: «San Antonino»

Nótese que cuando siguen al nombre en lugar de precederlo, se usan formas sin apócope; p. ej. «un día bueno».

### Adverbios
- mucho → muy (apócope de muito, del latín multum). Esto sucede cuando precede a un adjetivo o a un adverbio, pero no ante más, menos, mejor, peor: «muy bajo, muy temprano».
- tanto → tan y cuanto → cuán (usado solo en textos literarios). Los dos pierden la sílaba final ante adjetivos o adverbios: «tan bonito, cuan cercano», pero no ante una forma verbal, aunque en el lenguaje coloquial se haga a veces: «tan es así, tan era cierto». Las formas correctas son: «tanto es así, tanto era cierto».
- recientemente → recién

### Cardinales
- ciento → cien. Ciento se apocopa ante un sustantivo (aunque este vaya precedido de un adjetivo): «Los cien estupendos libros», «Las cien mejores poesías». Se apocopa también cuando es multiplicador de mil: «Los Cien Mil hijos de San Luis».
- uno → un. Se apocopa ante nombres masculinos: «un artículo». También los cardinales compuestos de uno: «veintiún soldados».

### Ordinales
- primero → primer. Se apocopa delante de un sustantivo masculino singular: «Su primer libro no era tan bueno», «Su primer y único novio». Según la Real Academia Española, la apócope ante sustantivos femeninos es un arcaísmo que debe evitarse en el habla culta actual.
- tercero → tercer. Su uso es igual al de primer.

### Sustantivos
- bici → bicicleta
- boli → bolígrafo
- cine → cinematógrafo
- cole → colegio
- cumple → cumpleaños
- eco → ecosonograma
- foto → fotografía
- frigo → frigorífico
- kilo → kilogramo
- latino → latinoamericano
- mayo → mayonesa
- megas → megabits (suele ser confundido con Megabytes (1MB = 8Mbits))
- mini → minifalda
- moto → motocicleta
- otorrino → otorrinolaringólogo
- peli → película
- prepa → preparatoria (México)
- profe → profesor/a
- secu → secundaria (México)
- radio → radiorreceptor (m.: «el radio»), radioemisora (f.: «la radio»)
- refri → refrigerador
- tele → televisión o televisor

### Nombres propios
Algunos hipocorísticos son formas de apócope.
- Adri → Adrián/Adriana
- Álber → Alberto
- Ale → Alejandro/Alejandra
- Álex → Alexánder, Alexis
- Andi → Andrés/Andrea
- Anto → Antonio/Antonieta
- Auxi → Auxiliadora
- Bea → Beatriz
- Benja → Benjamín
- Vero → Verónica
- Caro → Carolina
- Clau → Claudio/Claudia
- Dani → Daniel/Daniela
- Edu → Eduardo
- Fer → Fernando/Fernanda
- Fran → Francisco
- Gaby → Gabriela (para Gabriel se suele emplear más bien Gabo)
- Guille → Guillermo
- Jose (pronunciado /jóse/) → José/Josefina
- Lau → Laura
- Leo → Leonardo, Leonel, Leopoldo, León
- Lili → Liliana
- Max/Maxi → Máximo, Maximiliano
- Meli → Melissa
- Naye → Nayeli/Nayelis
- Nere → Nerea
- Nico → Nicolás
- Pame/Pam → Pamela
- Rafa → Rafael/Rafaela
- Róber → Roberto
- San/Santi → Santiago
- Seba/Sebas/Sebi → Sebastián
- Tere → Teresa
- Vale → Valeriano/Valeriana, Valentino/Valentina, Valentín, Valeria, Valero
- Yeli → Yelitza

## Fenómenos vocálicos
La apócope también es tomada como un fenómeno oral que afecta al vocalismo átono. Produce palabras no establecidas por la Real Academia Española.

## Español medieval
En español medieval el apócope de /-e/ final era muy frecuente tras consonante coronal
/d, n, l, ll, r, z/
/d/ pid < pide
/n/ vien < viene
/l/ val < vale
/r/ quier < quiere
/z/ fiz < fize 'hice
Sin embargo, este apócope no debió ser general y probablemente era más frecuente en unas variedades dialectales que en otras, razón por la cual en español moderno se generalizaron las formas sin apócope.